# Raffaele Rivolo
Raffaele Rivolo (Nizza Monferrato, 29 dicembre 1905 – Recco, giugno 1967) è stato un calciatore italiano.

## Carriera
Ha giocato per Fiorentina, Andrea Doria, Lucchese e Valpolcevera. Giocò tre stagioni alla Sestrese (nell'ultimo anno chiamata Manlio Cavagnaro).

## Palmarès

### Club

#### Competizioni nazionali
- Campionato italiano di Serie B: 1

Fiorentina: 1930-1931